# 硒代碳酸
硒代碳酸是一种无机化合物，为碳酸中的氧被硒取代产生的化合物，其分子式为H2CSe3。

## 制备
用二硒化碳(CSe2)从金属的硒氢化物(HSe-)的水溶液或乙醇溶液沉淀出紫色的三硒代碳酸盐。通常用硒氢化钡和盐酸来制备硒代碳酸：
Ba(HSe)2 + CSe2 → H2Se↑ + BaCSe3↓
BaCSe3 + 2 HCl → BaCl2 + H2CSe3

## 物理性质
硒代碳酸的水溶液为深红色。

## 化学性质
硒代碳酸极不稳定，室温下迅速分解成CSe2和H2Se：
H2CSe3 → CSe2 + H2Se↑